# Freddie Brown
Freddie Brown (urodzony 24 lipca 1986 roku w La Verene w stanie Kalifornia) – amerykański zawodnik futbolu amerykańskiego, grający na pozycji wide receiver. Obecnie wolny agent. W rozgrywkach akademickich NCAA występował w drużynie Utah.
W roku 2009 przystąpił do draftu NFL. Został wybrany w siódmej rundzie (252. wybór) przez zespół Cincinnati Bengals. W zespole tym występował w sezonach 2009 i 2010. Po rozwiązaniu umowy z poprzednim klubem, w sezonie 2010 na krótko związał się z zespołem Minnesota Vikings. Od rozwiązania kolejnego kontraktu jest wolnym agentem.